# 지산고등학교 (경기)
지산고등학교(芝山高等學校)는 대한민국 경기도 파주시 와동동에 있는 공립 고등학교이다.

## 학교 연혁
- 2014년 12월 9일 : 가칭 운정1고 공사 착공
- 2015년 12월 9일 : 지산고 교명 확정
- 2016년 3월 1일 : 박경주 초대 교장 취임
- 2016년 3월 2일 : 입학식(12학급)
- 2019년 2월 12일 : 제1회 졸업식(415명)
- 2022년 2월 8일 : 제4회 졸업식(12학급 383명, 누적 1,511명)
- 2023년 3월 1일 : 박용남 제4대 교장 취임
- 2023년 3월 2일 : 제8회 입학식(14학급 466명)

## 참고 자료
- 지산고등학교 - 한국교육학술정보원 학교알리미